# ゲーム雑誌
ゲーム雑誌（ゲームざっし）は、ゲームに関する情報を扱った雑誌。
特にコンピュータゲームの情報を取り扱う雑誌を指すことが多い。もともと多くはコンピュータゲームの攻略に特化する雑誌類であったが、インターネットの普及とともに複合的なゲームカルチャー誌としての要素が強くなっている。
なお、ボードゲーム・カードゲーム・テーブルトークRPGなどについても専門誌が刊行されており、本項目ではこれら全ての総称として「ゲーム雑誌」とする。

## 内容
コンピュータゲーム雑誌の場合、次の内容で構成されていることが多い。
- ゲーム業界での話題
- 新着ゲームの攻略記事
- 今後発売予定となるゲームの紹介 - 巻末で紹介される場合が多い。ただし、世間によく知られたタイトルの続編などの場合は、スクープページを設けてその中で取り上げられることが多い。
- 人気ゲームランキング
- 裏技紹介 - かつては多く見られたが、インターネットの普及と個人での情報収集が容易になったことで2000年代以降はほとんど見られなくなった。
- 漫画連載 - ゲーム雑誌では漫画（オリジナルまたはゲームのコミカライズ）が連載されていることも多かった。概ね雑誌が扱っている内容に合わせたものが載っていて、『コンプティーク』や『ゲーメスト』のように増刊として漫画雑誌を発行するケースも少なくなかった。
- ハイスコアランキング - 主にアーケードゲーム専門誌で扱われる。家庭用ゲーム誌では草創期に扱っていた事例はあるが、チートによる不正行為（ウソスコアなど）の横行や、ロールプレイングゲームなど点数を競わないゲームが主流になって以後は、俗に「やり込み」と呼ばれる条件（最短クリア時間や自身が不利になるなど）を課してクリアすることなどを競うことが多くなっている。

広告の場合、次の内容で構成されていることが多い。
- 新製品、イベントの情報
- コンピュータゲームの専門店の広告
- ゲームメーカーの求人情報（プログラマ、グラフィックデザイナー、ゲームシナリオライターなど）

囲碁や将棋などの専門誌では、タイトル戦の指し手を詳細に検討したり、プロ棋士と著名な愛好家の対談、入門者向けの連載講座や詰め将棋の懸賞問題などが中心である。また広告に関しては碁石や将棋盤など、対局用具の広告が多い。

## 分類
大まかに以下のように大別できる。
- コンピュータゲーム専門誌
  - コンピュータゲーム総合誌
  - テレビゲーム専門誌
    - テレビゲーム総合誌
    - テレビゲーム機種／メーカー別専門誌 －現在は任天堂系、ソニー・コンピュータエンタテインメント系、マイクロソフト系の3系統。
    - ギャルゲー専門誌（アダルトゲームを含める形で特集する雑誌もある）
    - 女性向けゲーム専門誌（乙女ゲーム、ボーイズラブゲーム）

  - パソコンゲーム専門誌
    - パソコンゲーム総合誌（非アダルトゲームやオンラインゲームなど）
    - 美少女ゲーム専門誌（アダルトゲーム専門誌）
    - 女性向けゲーム専門誌（乙女ゲーム、ボーイズラブゲーム）
    - オンラインゲーム専門誌

  - アーケードゲーム専門誌
  - その他コンピュータゲーム誌 －批評誌、中古ゲーム情報誌など。
- 古典的なボードゲームの専門誌 － 囲碁や将棋などの専門誌。
- テーブルゲーム専門誌 －テーブルトークRPGやカードゲーム（特にトレーディングカードゲーム）、比較的新しいボードゲームの情報を扱う。なお、これらの情報はコンピュータゲーム誌でも部分的に扱われていることがよくある。

## 日本のゲーム雑誌

### 歴史
日本では『将棋世界』など、囲碁や将棋の雑誌は複数刊行されていたが、コンピュータゲームに関してはパソコン雑誌や少年・児童向漫画雑誌で数ページ扱われる程度だった。1982年～1983年にかけて『ログイン』（アスキー）・『テクノポリス』（徳間書店）・『コンプティーク』（角川書店）など初期のパソコンゲーム誌が、1984年にはコンピュータゲーム総合誌『Beep!』（日本ソフトバンク）が創刊する。さらに、1985年にテレビゲーム誌『ファミリーコンピュータMagazine』（徳間書店）が、1986年にアーケードゲーム誌『ゲーメスト』（新声社）などの新しいゲーム専門誌が創刊し、これによって「ゲーム雑誌」というジャンルが誕生することとなった。パソコンゲームブームのピークは1990年代前半までとなり、専門誌も以降は休刊や方向性の転換を迫られる。入れ替わるように1980年代中盤より家庭用テレビゲームが流行し、ゲーム雑誌の中心となっていく。
テレビゲーム誌では、当時はファミリーコンピュータ（ファミコン）が一大ブームとなったことが要因となり、ゲーム雑誌の第1次創刊ラッシュとなった。しかし、創刊された雑誌は玉石入り交じった状態で、結果として休刊・廃刊に追い込まれた雑誌が多数出ることとなり、『ファミリーコンピュータMagazine』や、『ログイン』の一コーナーから独立した『ファミコン通信（現・ファミ通）』（アスキー）を始め、『マル勝ファミコン』（角川書店）や『ファミコン必勝本』（JICC出版局）など、わずかな有力誌が生き残るのみとなった。
このことが転換するきっかけになったのは、1990年代に起こった数々の事例である。まず一つは次世代機の登場である。それまではファミコン・スーパーファミコンの市場独占状態で、競合機に関してはメガドライブとPCエンジンのように専門誌があったとはいえ、それだけでシェアがとれるわけでは無かった。しかし、次世代機の登場によって競争状態となり、さらにPlayStationが任天堂の牙城を崩したことで状況が一変した。
ゲーム雑誌もこれに合わせる形で、全てのハードを扱う「総合誌」とそれぞれの機種を扱う「機種別誌」とを各社が出すようになった。特に総合誌には新たに参入する出版社も多く、第2次創刊ラッシュとなった。同様の創刊ラッシュはアーケードゲーム誌においても、同時期に起きた対戦格闘ゲームブームが要因となって発生している。しかし、この後も同様に淘汰されることになり、当時創刊された雑誌で生き残ったものは『電撃PlayStation』（メディアワークス）を始めとする機種別誌が多く、総合誌はそのほとんどが創刊から2～3年程度で休刊・廃刊へ追い込まれている。
美少女ゲーム専門誌の誕生も転換のきっかけである。英知出版系のメディアックスが、1991年に史上初のアダルトゲーム専門誌『パソコンパラダイス』を創刊し、以後アダルト系を主体とする出版社から同様のゲーム雑誌が数多く創刊されることとなる。同時期に沙織事件も発生し、これまでアダルトゲームを多く扱ってきた『テクノポリス』が記事掲載を取り止めたことで勢力は一変、アダルトゲーム専門誌が急成長する一方で、出版不況も重なり、『テクノポリス』は休刊に追いこまれた。
また、家庭用ゲームでも『ときめきメモリアル』に代表されるギャルゲーが一大ブームとなり、『電撃PCエンジン』（メディアワークス）がギャルゲーを中心とした誌面に転換、『電撃G'sエンジン』を経て『電撃G's magazine』に誌名変更するなど、ギャルゲーをメインに扱う雑誌が増えることとなった（ただし、『電撃PCエンジン』については、本来扱う範囲であったPCエンジン、PC-FXの市場が事実上壊滅していたことも要因としてある）。
また、バブル崩壊が発端になった出版不況や出版社自体の混乱も転換の要因となった。徳間書店ではバブル崩壊の影響を受けて業績が悪化し、ゲーム雑誌自体から撤退を余儀なくされ、これまで『ファミリーコンピュータMagazine』などを制作したスタッフが編集プロダクションを設立し、毎日コミュニケーションズで雑誌発行を開始した。
角川書店では内部対立が発生し、これまでゲーム雑誌を制作していた部門が分かれ出てメディアワークスを設立する。アスキーも業績悪化と経営再建策に伴う内部対立からインプレスやアクセラができることになる（その後、アスキーではエンタテイメント部門が分社しエンターブレインとなった）。また、新声社のように経営悪化のために倒産する企業も出た。このような形でゲーム雑誌およびそれに関連した業界も再編されていった。
ゲーム雑誌の中には『ゲーム批評』（マイクロマガジン）のようにゲーム関連企業の広告を一切受け付けずにいわゆる提灯記事を掲載しない立場を取った批評誌や、『ユーゲー』（マイクロマガジン）のようにレトロゲームや中古市場を扱った雑誌も創刊されている。
その後、創刊と淘汰を繰り返しながら、現在の状況になっている。
市場シェアで見ると発行される雑誌の大半がKADOKAWAとその子会社のKADOKAWA Game Linkageに集中、半ばKADOKAWAグループの寡占状態となっている。こうした状態に他社が追随しているという状況である。
一方、テーブルゲーム誌ではゲームブックを中心として扱った『ウォーロック』（社会思想社）、ボードゲームを中心として扱った『タクテクス』（ホビージャパン）や『ゲームグラフィックス』（大日本絵画）が創刊、その後主流がテーブルトークRPG、そしてトレーディングカードゲームへと移るとともに、それらを扱った誌面への変更や新たな雑誌の創刊などが繰り返し行われている。しかし絶対的な市場のパイは小さく、またコンピュータゲーム誌でも扱われることが多いため、シェアもなかなか広がらない状況である。
囲碁や将棋などの専門誌は、日本棋院や日本将棋連盟の機関誌としての性格もあるため、広告収入に左右されることは少ないが、『棋道』と『囲碁クラブ』は日本棋院の財政が悪化したため『碁ワールド』として統合されるなど、競技人口減少の影響を受けている。

### 刊行中の雑誌 (定期刊)
現在。

#### テレビゲーム誌
- Nintendo DREAM（毎日コミュニケーションズ→アンビット/徳間書店）The 64DREAM→現在
- Vジャンプ（集英社）
- 電撃Nintendo（KADOKAWA Game Linkage/KADOKAWA）　電撃スーパーファミコン→電撃NINTENDO64→電撃GBアドバンス→電撃ゲームキューブ→デンゲキゲームキューブ→デンゲキニンテンドーDS→デンゲキニンテンドー for KIDS→現在
- ファミ通（KADOKAWA Game Linkage/KADOKAWA）ファミコン通信→現在

#### スマートフォンゲーム誌
- アプリスタイル（イースト・プレス→アプリスタイル）

#### 美少女ゲーム誌（総合・一般向）
- コンプティーク（KADOKAWA 角川書店ブランド）

#### 美少女ゲーム誌（成年向）
- BugBug（サン出版/マガジン・マガジン→富士美出版）
- メガストア（コアマガジン）

#### BL・乙女ゲーム誌
- B's-LOG（KADOKAWA Game Linkage/KADOKAWA）
- Cool-B（ヘッドルーム/宙出版）

#### 子供向けゲーム誌
- てれびげーむマガジン（KADOKAWA Game Linkage/KADOKAWA）
- キャラぱふぇ（KADOKAWA アスキー・メディアワークスブランド）

#### テーブルゲーム誌
トレーディングカードゲーム
- カードゲーマー（ホビージャパン）タクテクス→RPGマガジン→ゲームぎゃざ→GAME JAPAN→現在
- 月刊ブシロード（ブシロードメディア/KADOKAWA）

TRPG
- Role&Roll（新紀元社）
- ゲーマーズ・フィールド（ゲーム・フィールド）

ウォー・シミュレーションゲーム
- ゲームジャーナル（シミュレーションジャーナル）
- コマンドマガジン日本版（国際通信社）

#### 古典的なゲームの専門誌
- 将棋世界（日本将棋連盟出版部）
- 碁ワールド（日本棋院）

### 刊行中の雑誌 (不定期刊)

#### スマートフォンゲーム誌
- ファミ通App Android（KADOKAWA Game Linkage/KADOKAWA）

#### 子供向けゲーム誌
- ぴこぷり（KADOKAWA Game Linkage/KADOKAWA）

### 分野を変更した雑誌

#### アニメ雑誌化した元ゲーム雑誌
- 電撃G's magazine（KADOKAWA アスキー・メディアワークスブランド）電撃PCエンジン→電撃G'sエンジン→現在

### 廃刊・休刊した雑誌

#### コンピュータゲーム誌
アクセラ
- ENTa
- PlayOnline（アクセラ→デジキューブ）
- 週刊TV Gamer
- プリティグラフィック

アスキー・メディアワークス（メディアワークス）
KADOKAWAのブランド時代を含む
- 電撃PlayStation
- 電撃ゲームス
- 電撃DS&Wii Style
- 電撃PlayStation D→電撃PS2
- 電撃SEGA･EX→電撃SEGA SATURN→電撃Dreamcast
- 電撃王→DENGEKI Games
- 電撃若
- 電撃OnlineGAMES
- デンゲキバズーカ!!
- DENGEKI HIME
- 電撃アーケードゲーム

エンターブレイン（アスキー出版局/アスペクト）
KADOKAWAおよびカドカワのブランド時代を含む
- AGマガジン
- DearMy...
- E-LOGiN
- LOGiN
- NETZONE
- PCエンジン通信
- TECH GIAN
- Tech Saturn
- TECH PlayStation
- テックウィンDVD
- 闘劇魂
- ファミ通DC
- ファミ通NetGames
- プレイステーション通信→ファミ通PS→ファミ通PS2→ファミ通PLAYSTATION+→ファミ通PSP+PS3
- ファミ通Wave→F.Wave→GameWaveDVD→ファミ通WaveDVD
- ファミ通TVゲーム攻略スペシャル→ファミ通ブロス
- ファミ通Xbox→ファミ通Xbox360
- アルカディア
- ファミ通コネクト!オン
- ファミ通64+→ファミ通64+アドバンス→ファミ通キューブ+アドバンス→ファミ通DS+キューブ&アドバンス→ファミ通DS+Wii

学習研究社
- ゲームコング
- ファミコントップ
- ファミコンBEST

角川書店
- Game Walker
- マル勝ファミコン→マル勝スーパーファミコン→マル勝ゲーム少年 ※「マル勝」の正確な表記は「○」の中に「勝」
- マル勝PCエンジン ※上記に同じ
  - マル勝メガドライブ ※上記に同じ

芸文社
- スーパーゲーマーズ
- ネオジオフリーク

小学館
- 月刊PCエンジン→ゲーム・オン!
- ポプコム

新声社
- ゲーメスト
- ゲーメストEX
  - ゲームNAVI
  - プリティファン
- デジタルミント

ソフトバンククリエイティブ（ソフトバンク出版事業部/ソフトバンクパブリッシング）
- BLUEBERRY
- EXP.
- GAME BLAST
- Hi-Player
- RASPBERRY
- Theスーパーファミコン→スーパー64
- アーケードゲームMagazine
- ザ・プレイステーション→ザ・プレイステーション2→ザ・プレ
- Beep→Beep!メガドライブ→SEGA SATURN MAGAZINE→Dreamcast Magazine→ドリマガ→ゲーマガ

ソニー・マガジンズ
- HYPERプレイステーション→HYPERプレイステーション2
  - HYPERプレイステーションRe-mix
- HYPER SATURN→サターンV
- ヒロインゲームズ

ティーツー出版
- げーむじん→げーむじんPARTNER（→エンターブレイン「PALETTA」）
- ゲームボーイアドバンスマガジン

徳間書店（徳間書店インターメディア発行）
- 3DO MAGAZINE
- MSX・FAN
- PC Engine FAN
- PlayStation Magazine
- テクノポリス
- ファミリーコンピュータMagazine→ファミマガ64
  - GAME BOY Magazine
  - Nintendoスタジアム（徳間書店→毎日コミュニケーションズ）
  - SUPER FAMICOM Magazine
  - ゲーセン天国
- ファミマガWeekly
- Virtual IDOL
- Nadeshi-Co
- メガドライブFAN→SATURN FAN→ドリームキャストFAN

双葉社
- GAMEアクション
- Nintendo Kids
- オンラインゲーム すごい攻略やってます。

マイクロマガジン社/キルタイムコミュニケーション
- ユーズド・ゲームズ→ユーゲー→GAME SIDE
- THUNDER
- ゲーム批評→G-Navi
- ナイスゲームズ

毎日コミュニケーションズ（MCプレス）
- GREAT SATURN Z→Dreamcast PRESS
  - Game Fan
- Online Player
- P-mate（毎日コミュニケーションズ→宙出版）

その他の出版社から刊行
- ComConBoy（勁文社）
- ExGAME（ブレイン・ストーム）
- Game遊→Game遊II（リイド社）
- GB PRESS（武集書房）
- MSX応援団（大陸書房）
- OnlineGameMagazineEX（IDGジャパン）
- ゲーム会議（新紀元社）
- ゲームクリップ（ジャパン・ミックス）
- ゲーム必勝ガイド（白夜書房）
- ゲームボーイ→POWER GAMER!（マガジンボックス）
- ゲームランド→ゲームチャージ（マガジンランド）
- じゅげむ（メディアファクトリー）
- 電脳画報（マガジンハウス）
- 電脳通信PiPi（マガジンボックス）
- 日経ゲームビート（日経BP社）
- 覇王→覇王マガジン（講談社）
- ハイスコア（ハイスコアメディアワーク発行/英知出版→日本文華社）
- ヒロインゲームコレクション（集英社）
- ファミコン必勝本→HIPPON SUPER!!→64（ロクヨン）→攻略の帝王（JICC出版局/宝島社）
- ファミコンチャンピオン（秋田書店）
- マイコンBASICマガジン（電波新聞社）

#### スマートフォンゲーム誌
- 電撃美少女アプリ (KADOKAWA)
- アプリスタイルQun (アプリスタイル)

#### 美少女ゲーム誌（成年向）
- PASOCOM PRESSE（三和出版）
- PC Angel neo（オデッセウス→GMSパブリッシング）
- PUSH!!（晋遊舎→マックス、旧ファンタジェンヌ（大洋図書→晋遊舎））
- Puregirl（ジャパン・ミックス）→Colorful PUREGIRL（ビブロス）
- アソコン（辰巳出版）
- カラフルAPEX（ビブロス）
- パソコンパラダイス（メディアックス→サンデー社→オークス）
- 電脳美少女Bin・Bin（光彩書房）

#### BL・乙女ゲーム誌
- OTOME CONTINUE（太田出版）CONTINUE→現在
- GAMEピアス（マガジン・マガジン）
- 電撃Girl's Style（KADOKAWA アスキー・メディアワークスブランド）

#### その他のコンピュータゲーム誌
- ゲームラボ（三才ブックス）
- コードフリークAR（ブレイン・ストーム） - 旧誌名アクションリプレイ→現在
- サッカーゲームキング（フロムワン・朝日新聞出版） - 2019年3月号で休刊。

#### テーブルゲーム誌
- LOGOUT（アスキー出版局/アスペクト）
- RPGamer（国際通信社）
- RPGマガジン（ホビージャパン）
- SIMULATOR（レックカンパニー）
- ウォーロック（社会思想社）
- オペレーション（ツクダホビー）
- ゲームグラフィックス（大日本絵画）
- コンプRPG（角川書店）
- シミュレイター（翔企画）
- タクテクス（ホビージャパン）
- 電撃アドベンチャーズ（メディアワークス）
- マナバーン（ホビージャパン）

ウォー・シミュレーションゲーム
- ウォーゲーム日本史（国際通信社）

#### 古典的なゲームの専門誌
- 将棋マガジン（日本将棋連盟）
- 近代将棋（ナイタイ出版）
- 囲碁 (雑誌)（誠文堂新光社）
- 囲碁未来（日本棋院）

## 欧米のゲーム雑誌

### 歴史
ゲーム雑誌はもともとゲームの攻略を主眼とするものが多く、インターネットメディアの充実とともに従来のゲーム雑誌は紙の質を落とすなどの対抗策をとったものが多かった。しかし、紙の質を落とすことに疑問を持つ編集者もおり、例えばフランスのアブデル・ブナンは2008年にアート誌のような高級紙を用いた世界初のゲームメディアのライフスタイル誌『AMUSEMENT』を創刊している。

### 刊行中

#### テレビゲーム誌
- Walmart Gamecenter (EGM MEDIA、アメリカ)
- NF Magazine（英語版） (NF Publishing、アメリカ)
- Pure Nintendo Magazine（英語版） (Pure Media、アメリカ)
- Edge（英語版） (Future Publishing、イギリス)
- PC Gamer (Future Publishing、イギリス及びアメリカ)
- Switch Player (イギリス)
- The Games Machine（英語版） (Aktia、イタリア)
- GameStar（ドイツ語版） (Webedia（ドイツ語版）、ドイツ)
- PC Games（英語版） (Computec（英語版）、ドイツ)
- Hobby Consolas（英語版） (Axel Springer SE（英語版）、スペイン)
- LeveL（英語版） (チェコ及びトルコ)
- Oyungezer（英語版） (Seti Publishing、トルコ)
- CD-Action（英語版） (Bauer、ポーランド)
- Power Unlimited（英語版） (Reshift Digital、オランダ)
- PC PowerPlay（英語版） (Future Australia、オーストラリア)
- PLAY Australia←PlayStation Official Magazine – Australia（英語版） (Future Australia、オーストラリア)
- Pelaaja（英語版） (H-Town、フィンランド)
- Pelit（英語版） (Fokus Media Finland、フィンランド)

#### レトロゲーム誌
- Retro Gamer（英語版） (Future Publishing、イギリス)

#### 業界誌
- MCV/Develop（英語版） (Future Publishing、イギリス)

#### テーブルゲーム誌

##### ウォー・シミュレーションゲーム
- Against the Odds (LPS)
- ASL Journal (マルチマン・パブリッシング) - アドバンスト・スコードリーダー (ASL) のサポート誌
- C3i Magazine (GMT Games)
- CH（Critical Hit社) - ASLCompのサポート誌
- ドラゴン+←ドラゴン←The Strategic Review (ウィザーズ・オブ・ザ・コースト←Paizo Publishing←ウィザーズ・オブ・ザ・コースト←TSR) - ダンジョンズ&ドラゴンズ関連誌
- Special Ops (マルチマン・パブリッシング)
- Strategy & Tactics（英語版） (Decision Games←ワールド・ワイド・ウォーゲームズ←TSR←SPI)
- Taktyka I Strategia (TS) - ポーランド語のウォーゲーム雑誌
- Vae Victis（フランス語版） (Cerigo Editions←Éditions Histoire & Collections（フランス語版）) - フランス語のウォーゲーム雑誌
- World at War (Decision Games)
- Modern War (Decision Games)
- ホワイトドワーフ (ゲームズワークショップ)

### 廃刊・休刊

#### テレビゲーム誌
- ニンテンドウパワー(en:Nintendo Power)（任天堂）
- Playmanía（英語版） (Grupo V、スペイン) - 2023年休刊[3]
- ゲーム・インフォーマー (GameStop、アメリカ) - 2024年休刊
- Micromanía（英語版） (BlueOcean Publishing、スペイン) - 2024年休刊[3]
- PLAY（英語版）←PlayStation Official Magazine – UK（英語版） (Future Publishing、イギリス) - 2024年休刊[4]

#### テーブルゲーム誌

##### ウォー・シミュレーションゲーム
- Alea Iacta Est (ESPERIA)
- Alea Magazine (Ludopress Games) - スペイン語のウォーゲーム雑誌
- Ares（英語版） (シミュレーションズ・パブリケイションズ)
- ASL Annual (アバロンヒル) - アドバンスト・スコードリーダー (ASL) のサポート誌
- Moves（英語版） (Decision Games←シミュレーションズ・パブリケイションズ)
- Fire & Movement（英語版） (Decision Games←ワールド・ワイド・ウォーゲームズ←Diverse Talents Inc)
- BattleTechnology（英語版） (Pacific Rim Publishing)
- Battleplan（英語版） (ワールド・ワイド・ウォーゲームズ←Diverse Talents Inc)
- Boardgamer（英語版） (Bruce A. Monnin)
- Campaign←Panzerfaust Magazine（英語版） (Guidon Games（英語版）←Don Greenwood（英語版）)
- CHARGE!（英語版） (Johnny Reb Gaming Society（英語版）) - 南北戦争ゲームの会誌
- Command & Strategy (Udo Grebe Gamedesign) - ヒストリカルゲーム関連誌
- Competitive Edge←GameFix (One Small Step←Game Publications Group)
- Conflict Magazine (Simulations Design Corporation)
- Counterattack (Pacific Rim Publishing)
- The Courier（英語版） (Legio X)
- ダンジョン (ウィザーズ・オブ・ザ・コースト←Paizo Publishing←ウィザーズ・オブ・ザ・コースト←TSR)
- The Independent Europa Newsletter（英語版） (Game Research/Design（英語版）←ゲームデザイナーズ・ワークショップ)
- The General（英語版） (アバロンヒル)
- Jagdpanther (JagdPanther Publications)
- Operations（英語版） (マルチマン・パブリッシング)
- Panzer Digest（英語版） (Minden Games)
- Panzerschreck (Minden Games)
- Paper Wars（英語版）←Wargame Collector's Journal (Compass Games←Omega Games)
- The Grenadier（英語版） (Pacific Rim Publishing←ゲームデザイナーズ・ワークショップ) - Europa Newsletterの後継
- The Skirmisher (マルチマン・パブリッシング)
- The Wargamer（英語版） (ワールド・ワイド・ウォーゲームズ)
- コマンドマガジン（XTR) - 日本語版（コマンドマガジン日本版)は誌名のみ継続使用している。